# Объект 781
Объект 781 — советская опытная боевая машина поддержки танков (БМПТ).
БМПТ разработана в конструкторском бюро Челябинского тракторного завода на базе основного танка Т-72Б. Серийно не производилась.

## История создания
Идея создания боевой машины нового класса возникала с 1957 года, ещё тогда было замечено, что ЗСУ-57-2 эффективно может работать по наземным целям при «зачистке улиц». Позднее при ведении боевых действий в Афганистане, показала свою эффективность боевая машина пехоты БМП-2, а дополняла её зенитная самоходная установка ЗСУ-23-4, огонь которой эффективно подавлял открыто расположенную живую силу противника, а также лёгкие укрытия. Таким образом возникла идея создания машины, сочетавшей бы в себе бронирование танка, возможности перевозить личный состав как боевая машина пехоты, а также иметь эффективное вооружение для действий против живой силы, как у зенитной самоходной установки. В 1984 году Военной академией бронетанковых войск были представлены первые чертежи будущей боевой машины. В чертежах были представлены различные компоновочные варианты, однако все машины базировались на шасси танка Т-72. В то же время ЦНИИ «Точного машиностроения» создавал подобную машину на базе лёгкого танка «Объект 934», однако работы дальше опытного образца не продвинулись. После совещания, проведённого в 1985 году, по решению главнокомандующего сухопутными войсками СССР В. И. Петрова разработка БМПТ была включена в план НИОКР на 1986—1990 годы.
Разработка нового типа машины была поручена конструкторскому бюро Челябинского тракторного завода. Работами руководил главный конструктор В. Л. Вершинский. Вооружение боевой машины разрабатывало Тульское Конструкторское бюро приборостроения под руководством А. Г. Шипунова. Общую компоновку и испытание опытных образцов выполнял 38 НИИИ БТ. Одним из разработанных вариантов была боевая машина поддержки танков «Объект 781» (иногда именуется как «Объект 781 вариант А», «Объект 781 сборки 6»). Параллельно с ней разрабатывался и другой вариант: «Объект 782». В 1987 году были изготовлены два опытных образца машины. Совместно с «Объектом 782» машина проходила испытания в Чебаркульском учебном центре. По результатам испытаний для дальнейшей работы был выбран вариант «Объект 781», однако наступил 1991 год и с распадом Советского Союза все работы по «Объекту 781» были прекращены.

## Описание конструкции

### Броневой корпус и башня
Экипаж машины составлял 7 человек. В передней части корпуса размещались места для механика-водителя и двух гранатомётчиков. В средней части находилось боевое отделение с местами для наводчика и командира машины. Для прикрытия машины с флангов по бортам корпуса устанавливались места для двух пулемётчиков. Теоретически два гранатомётчика имели возможность спешивания с машины, однако на практике эта функция была сложно реализуемой. Для реализации всех поставленных задач, корпус машины был существенно изменён. На ходовой частью были сконструированы герметичные отсеки, для размещения в них гранатомётов.

### Вооружение
На крыше корпуса устанавливались два независимых боевых модуля. В каждом модуле размещалась 30-мм малокалиберная автоматическая пушка 2А72, способная бороться с укрытыми целями, и спаренный с ней 7,62-мм пулемёт ПКТ. Возимый боекомплект составлял 1 100 выстрелов калибра 30-мм, 2 000 патронов к каждому пулемёту и по 300 выстрелов для каждого 40-мм автоматического гранатомёта. На правом боевом модуле дополнительно устанавливались 6 пусковых установок с ПТУР «Конкурс-М» или «Корнет». В дополнение к модулям, на корпусе боевой машины устанавливались две курсовые автономные установки с 7,62-мм пулемётами ПКТ и 40-мм автоматическими гранатомётами «Балкан», позволявшими уничтожать живую силу противника, представляющую опасность для танковых подразделений. Кроме того, устанавливалась одна независимая установка с 7,62-мм пулемётом ПКТ. Машина обеспечивала ведение огня одновременно по шести целям.

### Дальнейшая судьба
В конце 2016 года появилась первая информация о том, что «Объект 781» Вариант А — будет восстановлен и представлен в выставочном комплексе в Нижнем Тагиле (Свердловская область). Данная информация подтвердилась в мае 2017 года, когда реконструированный БМПТ был доставлен в место экспозиции.
«Объект 781» никогда не изготавливался серийно. На протяжении многих лет на нём, как на опытном изделии, проводились различные испытания, поэтому в Нижний Тагил он был доставлен со значительными повреждениями и частично разукомплектованным.
От момента поступления машины на Уралвагонзавод и до её экспонирования в музее прошло три года. Сотрудниками КБ механизации и автоматизации производства были восстановлены чертежи. В экспериментальном цехе созданы эксклюзивные запчасти. Их установили, полностью восстановив внешний вид машины, в сборочном цехе Уралвагонзавода. Завершающим штрихом стала покраска уникального экспоната в малярно-сдаточном цехе предприятия и его транспортировка в выставочный ангар.

«Свое место в музее бронетанковой техники занял „объект 781“ или как его уже окрестили дедушка „Терминатора“. Это первая советская опытная боевая машина поддержки танков (БМПТ), разработанная в середине 80-годов XX века в КБ Челябинского тракторного завода. На протяжении многих лет на БМПТ, как на опытном изделии, проводились различные испытания, поэтому в Нижний Тагил он был доставлен со значительными повреждениями и частично разукомплектованным. От момента поступления машины в Нижний Тагил и до ее экспонирования в музее прошло три года, все это время шла реконструкция»
 — сообщили в пресс-службе корпорации.

«Внешний облик раритетной машины восстановили по архивным чертежам. В нашей экспозиции есть еще экспериментальные машины, которые в мире существуют также в одном экземпляре — это „объект 140“, „объект 167Т“ и огнеметный танк Т-34-76 мм, оснащенный литой башней с нестандартной толщиной брони в лобовой проекции. „Объект 781“ займет достойное место среди них, станет одной из изюминок нашей коллекции»
 — заявила директор выставочного комплекса УВЗ Алла Пислегина.